# César Cigliutti
César Cigliutti (Concepción del Uruguay, Entre Ríos, 5 de marzo de 1957 - Buenos Aires, 31 de agosto de 2020) fue un activista argentino. Presidió la Comunidad Homosexual Argentina  desde marzo de 1996 hasta su fallecimiento en agosto de 2020. También fue el Secretario General de la Asociación de Personal de la Seguridad Social (APERSES) y estuvo unido civilmente con Marcelo Suntheim.
Fue declarado Ciudadano Ilustre de la Ciudad de Buenos Aires el 17 de mayo de 2011.

## Activismo
César Cigliutti fue un activista por los derechos humanos y las reivindicaciones de la comunidad LGBTTI, fue un defensor de las uniones civiles y matrimonios entre personas del mismo sexo; luchó por la derogación de los códigos contravencionales que discriminaban a personas gays, lesbianas y travestis y ha sido referente del movimiento LGBTTI argentino.
En 2003 logró unirse civilmente con su pareja y también activista, Marcelo Suntheim, luego de una larga batalla legal que culminó con la aprobación de la primera Ley de Unión Civil para parejas de mismo sexo en América Latina. También dio su apoyo, años más tarde, a la Ley de Matrimonio Igualitario, tramitada y aprobada por el Congreso de la Nación Argentina. Otros hitos en su historia de militancia en la CHA han sido la obtención del reconocimiento de la pensión por fallecimiento para las parejas del mismo sexo y el reconocimiento de la identidad de género en el DNI de Tania Luna.
En su larga trayectoria, ha sido el pilar fundamental de campañas como Stop-Sida que impactó en los servicios de salud de la Ciudad de Buenos Aires y recibió el apoyo de la OPS, el Fondo Global, el Ministerio de Salud de la Nación. Cigliutti realizó numerosas presentaciones y colaboró con publicaciones sobre temas de discriminación, HIV, adopción de parejas homosexuales y Derechos humanos.  A través de la CHA contribuyó en la obtención de una Ley de Identidad de género en la Argentina.
Ha sido convocado por numerosas organizaciones y entidades internacionales en diferentes partes del mundo, convirtiéndose en un referente argentino en la lucha contra la discriminación a la comunidad LGBTTI.
Ha trabajado en la derogación de la prohibición de donar sangre a las personas homosexuales, entre otros temas.

## Participaciones como activista
- Miembro fundador de la Comunidad Homosexual Argentina (CHA)
- Fundador de la Organización Gays por los Derechos Civiles (octubre de 1991)
- Fundador de la Biblioteca Gay Lésbica Travesti Transexual y Bisexual (GLTTB)[17]
- Integrante del Grupo Coordinador del País (CCM) como representante por el Foro de ONG’s con Trabajo en VIH-SIDA de Argentina.
- Fundador de la Campaña Stop-Sida[18] (septiembre de 1987)
- Fundador de la Marcha del Orgullo GLTTB (2 de julio de 1992)
- Organizador de los “Encuentros Anuales GLTTB” Rosario 1996, Salta 1997, Córdoba 1998 y Ciudad de Buenos Aires 1999.
- Redactor del “Informe Anual de la CHA sobre casos Documentados de Discriminación por Orientación Sexual e Identidad de Género”
- Presentó la actual Ley de Unión Civil N° 1004/2002 en la Legislatura de la Ciudad de Buenos Aires, primer antecedente legal en América Latina de reconocimiento de parejas homosexuales.
- Impulsor del artículo N° 11 de la Constitución de la Ciudad de Buenos Aires que garantiza el derecho a la diferencia incluyendo la “orientación sexual”

## Campañas realizadas
- Campaña “Construyendo la Ciudadanía Travesti” subsidiada por la Defensoría del Pueblo de la Ciudad de Buenos Aires.
- Campaña “Derechos Civiles para Travestis”
- Campaña Nacional “No vote a los candidatos que discriminan”
- Campaña Nacional “Penalizar la Discriminación” (modificación de la Ley Antidiscriminatoria)
- Participante, coordinador y realizador de conferencias sobre temas de salud (VIH-Sida) y Derechos humanos y civiles.
- Integrante del Comité País (CCM) del Fondo Global de Lucha contra el Sida, la Tuberculosis y la Malaria.
- Delegado Regional del Foro de ONG’s con Trabajo en VIH-Sida
- Delegado en la Task Force de Argentina de la Comunidad GLTTB y otros HsH
- Autor de artículos periodísticos publicados en medios de comunicación, tanto a nivel nacional como internacional, sobre temas de salud (VIH-Sida) y Derechos humanos y civiles.

## Eventos internacionales
- 2003: Ecuador. Disertante de las Jornadas Internacionales de Reflexión “Un Mundo Diverso es Posible”, “Tercera Conferencia Nacional GLBT” y “Tercera Marcha del Orgullo GLTB”, organizado por FEDAEPS.
- 2003: México. Disertante de la International Resource Network, CLAGS –
- 2003: México. Coordinador y disertante del II Encuentro Regional de la Task Force América Latina y El Caribe en HsH y VIH-Sida,
- 2004: India. Disertante en el Foro Social Mundial, Mumbai
- 2004: Suiza. Orador en la 60° Sesión de la Comisión de Derechos Humanos en Ginebra, Suiza. Resolución de Brasil para incluir la no discriminación por orientación sexual
- 2004: Cuba. Participante del Primer Taller Regional sobre Liderazgo en América Latina y El Caribe para los Líderes del Mecanismo de Coordinación de País (MCP) en el marco del Proyecto del Fondo Mundial de Lucha contra el Sida la Tuberculosis y la Malaria, organizado por el PNUD.
- 2004: Tailandia. Participante del Foro de Asociados del Fondo Mundial de Lucha contra el Sida, la Tuberculosis y la Malaria
- 2004: Cuba. Participante del Segundo Taller Regional sobre Liderazgo en América Latina y El Caribe para los líderes del Mecanismo de Coordinación de País (MCP) en el marco del Proyecto del Fondo Mundial de Lucha contra el Sida la Tuberculosis y la Malaria, organizado por el PNUD
- 2005: Perú. Disertante del Seminario Regional: Salud, Sexualidad y Diversidad en América Latina, Lima, Perú
- 2005: Brasil. Participante del Taller de Cooperación Técnica Horizontal, organizado por el Fondo Global de Lucha contra el Sida, la Tuberculosis y la Malaria.
- 2005: Corea. Participante del Internacional Dialogue on Gender, Sexuality, VIH/AIDS & Human Rights organizado por ARC Internacional.
- 2006: Costa Rica. Participante del II Foro Inter - Sindical sobre Diversidad Sexual y Género organizado por Internacional de Servicios Públicos (IST) y Movimiento Diversidad
- 2006: Costa Rica. Disertante de Ia I Conferencia Nacional GLBT organizada por el Movimiento Diversidad
- 2006: Estados Unidos. Integrante de la Delegación Argentina en UNGASS, Asamblea de las Naciones Unidas sobre Vih-Sida.
- 2008: Estados Unidos. Integrante de la Delegación Argentina en UNGASS, Asamblea de las Naciones Unidas sobre Vih-Sida.

## Fallecimiento
Cigliutti falleció durante la tarde del lunes 31 de agosto de 2020 de una crisis cardíaca en su casa del barrio porteño de Barracas. Tenía sesenta y tres años.